# Wolfgang Nastainczyk

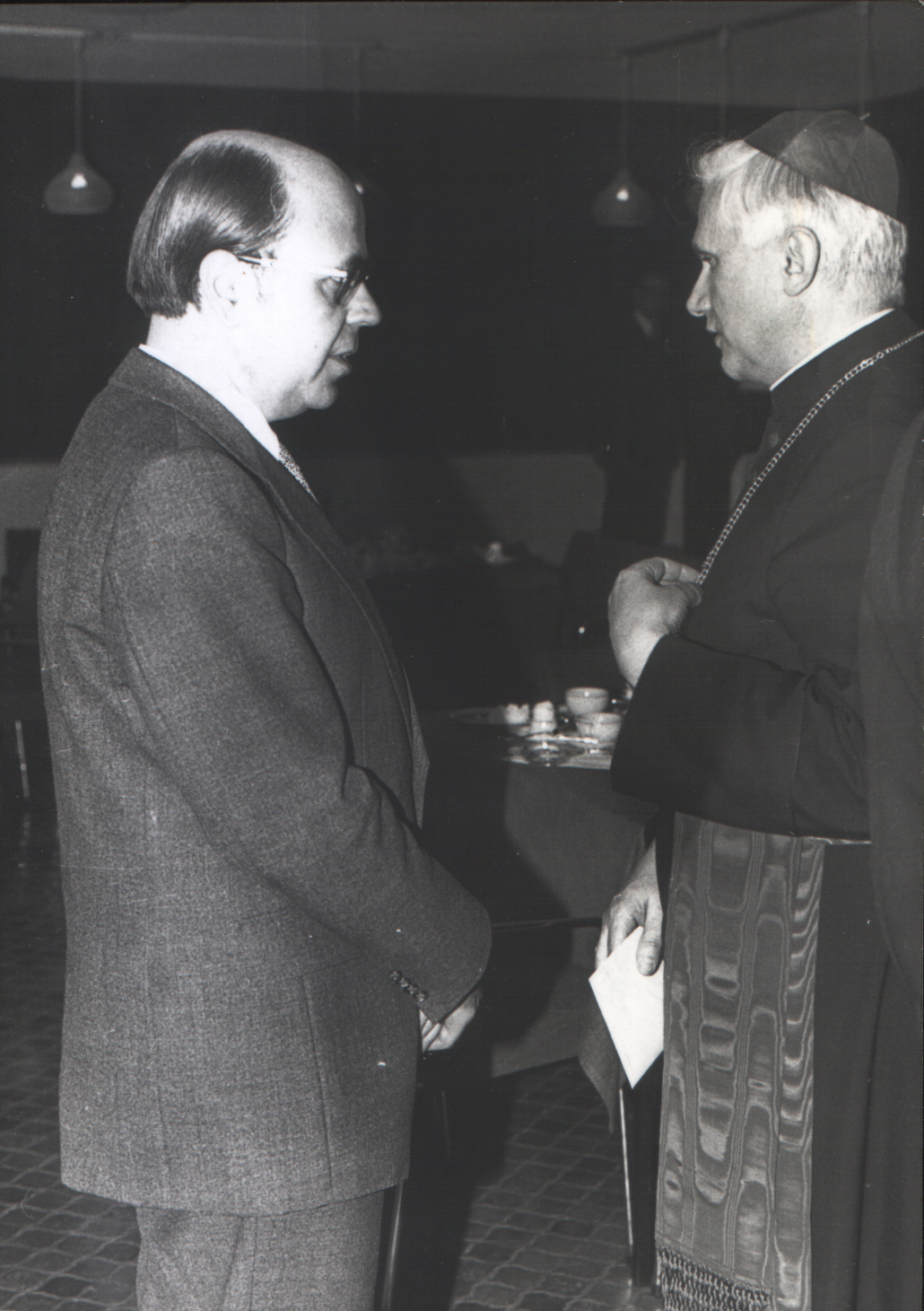
Wolfgang Nastainczyk mit Joseph Ratzinger (1977)

Wolfgang Nastainczyk (* 1. Januar 1932 in Leobschütz, Provinz Oberschlesien; † 13. Dezember 2019 in Regensburg) war Professor für Religionspädagogik an der Universität Regensburg. 

## Leben und Wirken
Nastainczyk studierte nach kurzer Grundschullehrertätigkeit im Erzgebirge von 1950 bis 1956 Theologie und Philosophie und wurde 1956 mit einer Arbeit über Johann Baptist von Hirschers Beitrag zur christlichen Heilpädagogik zum Dr. theol. promoviert. 1957 wurde er in St. Peter (Hochschwarzwald) zum Priester geweiht. 
1962 wurde er Assistent an der Katholisch-Theologischen Fakultät der Universität Mainz und erlangte dort im selben Jahr mit einer Untersuchung über Makarenkos Sowjetpädagogik die Habilitation für praktische Theologie, sein Mentor war Adolf Adam. Seit 1967 war er Professor für Religionspädagogik an der Universität Regensburg.
Nastainczyk wirkte als Ruhestandsgeistlicher in St. Wolfgang in Regensburg.

## Schriften (Auswahl)
- Johann Baptist von Hirschers Beitrag zur Heilpädagogik (= Beiträge zur Freiburger Wissenschafts- und Universitätsgeschichte. Bd. 11). Albert, Freiburg im Breisgau 1957 (Dissertation).
- Makarenkos Sowjetpädagogik. Kritische Analyse seiner Kollektivation (= Vergleichende Erziehungswissenschaft und Pädagogik des Auslandes. Bd. 4). Quelle & Meyer, Heidelberg 1963 (Habilitationsschrift).
- Formalkatechetik. Maßgaben und Maßnahmen der Glaubenserziehung. Seelsorge-Verlag, Freiburg im Breisgau 1969.
- Die Zukunft der Kirche vorbereiten. Predigten über die Gemeinde von morgen für die Gemeinde von morgen. Pfeiffer, München 1970, ISBN 3-7904-0013-0.
- Heiliges Leben. 20 Predigten über Heilige und Haltungen zu Familiengottesdiensten. Seelsorge-Verlag, Würzburg 1978, ISBN 3-429-00545-0.
- Religion unterrichten. Aufgaben und Möglichkeiten, neu gesehen (= Theologie im Fernkurs. Bd. 7). Herder, Freiburg im Breisgau 1979, ISBN 3-7904-0013-0.
- Religiös erziehen. Grundfragen und Lösungshilfen (= Theologie im Fernkurs. Bd. 8). Herder, Freiburg im Breisgau 1981, ISBN 3-451-19300-0.
- Wie die Schlesier Christen wurden, waren und sind. Ein Beitrag zur schlesischen Kulturgeschichte. Schnell & Steiner, Regensburg 2011, ISBN 978-3-7954-2468-8.